# Arkivpedagogik
Arkivpedagogik är ett område inom arkivverksamheten där man på ett metodiskt sätt arbetar med att möjliggöra lärande om och genom arkiv. På ett aktivt sätt kommuniceras arkivens syfte, funktion och innehåll. Genom t.ex. visningar, föreläsningar, kurser, workshops, och diskussionsforum inspireras besökaren att använda arkivmaterial. Arkivpedagogen utgår från målgruppen och knyter genom pedagogiska urval samman olika informationskällor för att tydliggöra sambandet mellan dåtid, nutid och framtid.